# Гайденгайм-ан-дер-Бренц
Гайденгайм-ан-дер-Бренц (нім. Heidenheim an der Brenz) — місто в Німеччині, районний центр, розташований у землі Баден-Вюртемберг.
Підпорядковане адміністративному округу Штутгарт. Входить до складу району Гайденгайм. Населення становить 48 112 чоловік (31 грудня 2011). Займає площу 107,10 км². Офіційний код — 08 1 35 019.

## Міста-побратими
- Їглава, Чехія, з 1957
- Кліші, Франція, з 1958
- Санкт-Пельтен, Австрія, з 1968
- Ньюпорт, Велика Британія, з 1981
- Сісак, Хорватія, з 1988
- Дебельн, Німеччина, з 1991
- Клівленд, США
- Гроув Сіті, США

## Видатні особистості
- Ервін Роммель (нар. 15 листопада 1891, Гайденгайм — пом. 14 жовтня 1944, Блауштайн) — німецький воєначальник часів Третього Рейху, генерал-фельдмаршал Вермахту. Кавалер Pour le Mérite та Лицарського хреста Залізного хреста з Дубовим листям, Мечами та Діамантами.
- Арнд Шмітт (13 липня 1965, Гайденгайм) — німецький фехтувальник, олімпійський чемпіон.